# French Kicks
French Kicks é um grupo de indie rock residente em Nova Iorque, EUA. O som deles é um mix de garage rock, post-punk revival e modded pop.

## História
Três dos 4 integrantes originais da banda, o baixista Jamie Krents o vocalista/baterista Nick Stumpf e o vocalista/guitarrista Matthew Stinchcomb são de Washington, D.C. A banda é fortemente influenciada pela cena hardcore que acontecia na época do seu surgimento na área de D.C. Tocavam juntos em vários grupos quando jovens, se apresentaram ao colégio Oberlin em Ohio, e lá continuaram a tocar. Depois do colégio, os três amigos mudaram-se para o Brooklyn em Nova Iorque e lá nascia o French Kicks com a adição do vocalista/guitarrista Josh Wise graduado em Princeton, originalmente de Huntsville no Alabama.
Em 1999 lançaram o EP titulado The French Kicks sob o selo My Pal God. Pouco depois, após várias apresentações a banda assinou com a Startime Internacional. Em 2001 lançaram o EP Young Lawyer e o grupo embarcou então numa turnê com o The Vue e The Walkmen. Em 2002 lançaram seu primeiro disco completo, One Time Bells. Um ano depois Jamie Krents deixou a banda e foi substituído, no baixo, por Lawrence Stumpf que é o outro irmão do Nick. Em 2004, lançaram o The Trial of the Century, outra alteração aconteceu quando Nick deixou de tocar bateria para se dedicar aos vocais, Aaron Thurston de Massachusetts, assumiu o lugar de Nick na bateria. Mais tarde, em 2006 Stinchcomb anunciou que deixaria a banda. Em 18 de julho de 2006 lançaram o álbum Two Thousand.
Em 31 de Março de 2008 lançaram Swimming, que marca a passagem da banda para um estilo mais alternativo, este álbum está sendo muito bem recebido.
O video do single "So Far We Are" tem a participação da atriz Olivia Wilde.

## Discografia

### Álbuns
- One Time Bells (2002, Startime)
- The Trial of the Century (2004, Startime)
- Two Thousand (2006, Startime/Vagrant)
- Swimming (2008, Vagrant)

### EPs
- French Kicks (1998, My Pal God)
- Young Lawyer (2001, Startime)
- Close to Modern Remixes (2003)
- Roller (2006)

### Aparições em coletâneas
- The My Pal God Holiday Record 2 "Alabaster City"
- This Is Next Year: A Brooklyn-Based Compilation "1985" (Alt Version)

## Influências
- The Cure
- Pixies
- The Kinks
- Joy Division

## Contemporâneos
- The Strokes
- The Walkmen
- The Hives
- The White Stripes
- Phoenix